# Aechmutes lycoides
Aechmutes lycoides är en skalbaggsart som beskrevs av Bates 1867. Aechmutes lycoides ingår i släktet Aechmutes och familjen långhorningar.
Artens utbredningsområde är:
- Panama.
- Surinam.

Inga underarter finns listade i Catalogue of Life.